# Lalanne (Alti Pirenei)
Lalanne è un comune francese di 80 abitanti situato nel dipartimento degli Alti Pirenei nella regione dell'Occitania.
Il territorio comunale è bagnato dalle acque del fiume Gimone.

## Società

### Evoluzione demografica
Abitanti censiti